# Politisches System der Islamischen Republik Afghanistan

Wappen der Islamischen Republik Afghanistan

Das politische System Afghanistans basiert auf Grundlage der am 26. Januar 2004 in Kraft getretenen afghanischen Verfassung. Sie besagt, dass Afghanistan eine Islamische Republik sei und über ein Präsidialsystem verfüge, in welchem der Präsident als Staatsoberhaupt, Regierungschef und Oberbefehlshaber der Streitkräfte fungiere. Allerdings übernimmt seit 2014 die Funktion des Regierungschefs de facto der Chief Executive Officer Afghanistans. Amtierender Präsident ist Aschraf Ghani mit seinen Vertretern und Vize-Präsidenten Abdul Raschid Dostum und Sarwar Danisch, amtierender Chief Executive Officer Abdullah Abdullah.
Die Politik Afghanistans ist seit Jahrzehnten vom Krieg geprägt. Von 2001-2021 und der damit verbundenen Vertreibung der Taliban waren die NATO-Länder beim Aufbau der Sicherheit und im Demokratisierungsprozess Afghanistans aktiv. Mit der Übernahme der Herrschaft über das Land  durch die Taliban 2021 und dem Abzugs westlicher Truppen wurde die Verfassung außer Kraft gesetzt und das politische System existiert de facto nicht mehr.

## Aufbau

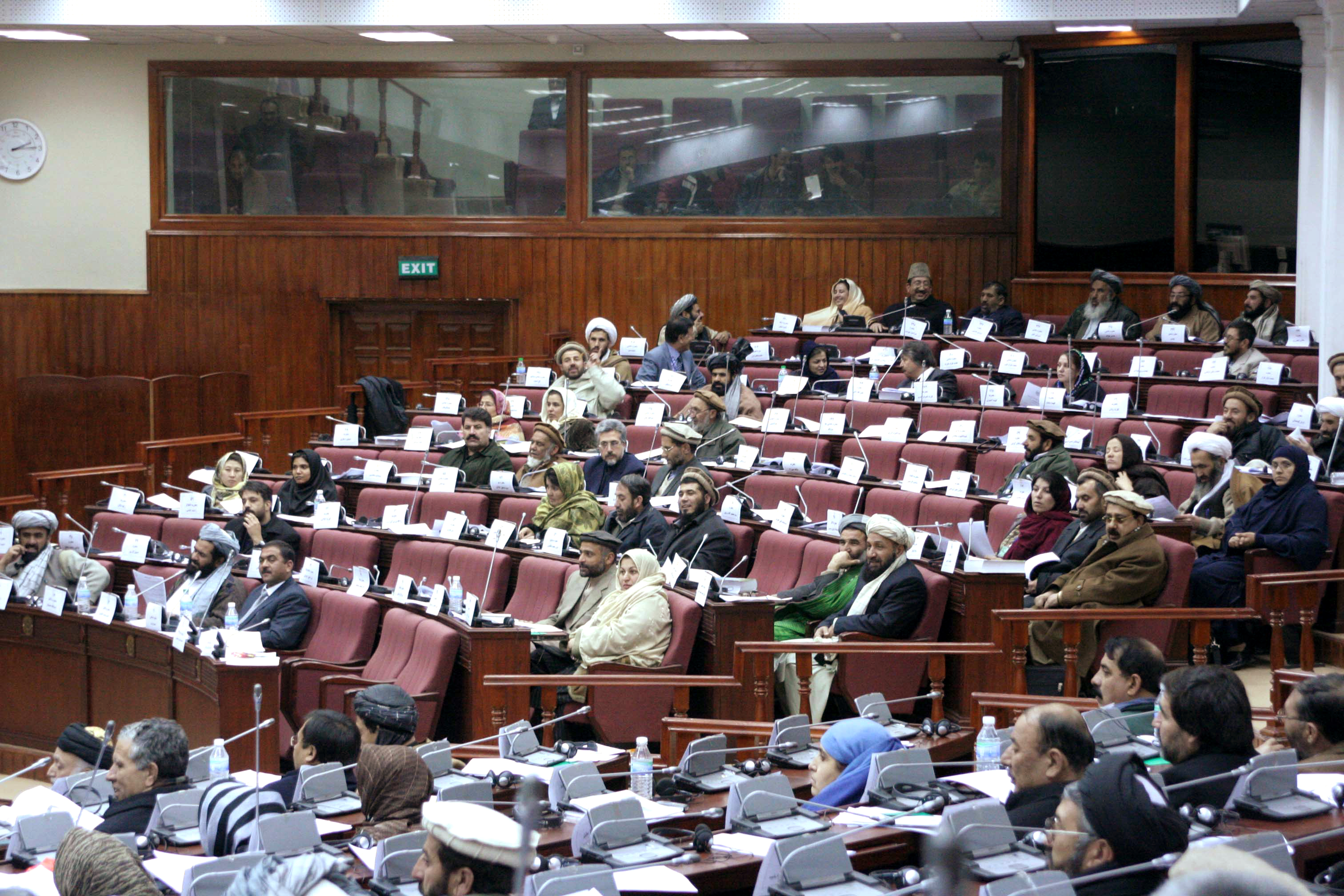
Die Nationalversammlung Afghanistans im Parlament (2006)

Die Verfassung gilt als eine der demokratischsten der islamischen Welt und sieht die Gleichberechtigung der Angehörigen aller Religionen und ethnischen Gruppen sowie der Geschlechter vor.
Der Präsident wird direkt vom Volk für eine Dauer von fünf Jahren gewählt. Nach zwei Amtszeiten ist es dem Präsidenten verwehrt, wieder zu kandidieren. Ein Präsidentschaftskandidat muss mindestens 40 Jahre alt, Muslim und afghanischer Staatsbürger sein. Der Bewerber nominiert zwei Vizepräsidentschaftsbewerber. Der Präsident ist Staats- und Regierungsoberhaupt und Oberbefehlshaber der militärischen Streitkräfte. Zu seinen Befugnissen gehören außerdem die Bestimmung seines Kabinetts, sowie die Besetzung von Positionen im Militär, der Polizei und Provinzregierungen mit der Zustimmung des Parlaments.
Die Nationalversammlung ist die Legislative von Afghanistan und besteht aus zwei Häusern: der Wolesi Dschirga (Haus des Volkes) und der Meschrano Dschirga (Haus der Älteren). Die Wolesi Dschirga besteht aus 249 Sitzen, wobei 68 für Frauen und zehn für die Nomaden-Minderheit der Kutschis vorbehalten sind. Die Abgeordneten werden durch direkte Wahl bestimmt, wobei die Anzahl der Sitze im Verhältnis zur Einwohnerzahl der jeweiligen Provinz stehen. Es müssen mindestens zwei Frauen pro Provinz gewählt werden. Eine Legislaturperiode dauert fünf Jahre. Zur Wahl sind keine Parteien zugelassen. Auf dem Stimmzettel erscheinen der Name, das Foto und das Symbol des Bewerbers, dem keine Verbindung zu bewaffneten Organisationen erlaubt sind. Die Mandatsträger erhalten keine Immunität vor dem Gesetz. Die Meschrano Dschirga besteht zu je einem Drittel aus Delegierten, die von den Provinz- beziehungsweise Distrikträten für vier Jahre bestimmt werden sowie zu einem Drittel aus Abgeordneten, die vom Präsidenten bestimmt werden, wobei die Hälfte aus Frauen bestehen muss. Bei wichtigen, wegweisenden Entscheidungen wird zudem die Loja Dschirga, eine Versammlung aus Stammesführern und anderen moralischen und geistigen Oberhäuptern, zu Rate gezogen.
Die Judikative setzt sich aus dem Stera Mahkama (Oberster Gerichtshof), dem Berufungsgericht und niederen Gerichten für bestimmte Zuständigkeiten zusammen. Der Stera Mahkama besteht aus neun Richtern, die vom Präsidenten für eine Amtszeit von zehn Jahren nominiert und vom Parlament bestätigt werden. Richter müssen mindestens das Alter von 40 Jahren erreicht haben, dürfen keiner politischen Partei angehören und müssen einen Abschluss in Jura oder islamischer Rechtsprechung vorweisen. Die Stera Mahkama hat auch die Befugnisse eines Verfassungsgerichtshofs.